# 349 î.Hr.

## Decese
- dată necunoscută: Platon filosof grec (n. 427 î.Hr.)